# Panamerikanische Spiele 2019/Leichtathletik – 1500 m der Frauen
Der 1500-Meter-Lauf der Frauen bei den Panamerikanischen Spielen 2019 fand am 9. August im Villa Deportiva Nacional in der peruanischen Hauptstadt Lima statt.
Elf Läuferinnen aus neun verschiedenen Ländern nahmen an den Lauf teil. Die Goldmedaille gewann Nikki Hiltz nach 4:07,14 min, Silber ging an Aisha Praught-Leer mit 4:08,26 min und die Bronzemedaille gewann Alexa Efraimson mit 4:08,63 min.

## Rekorde
Vor dem Wettbewerb galten folgende Rekorde:
| Weltrekord        | Genzebe Dibaba | 3:50,07 min | Herculis (IAAF Diamond League), Monaco           | 17. Juli 2015 |
| Rekord der Spiele | Mary Decker    | 4:05,70 min | Panamerikanische Spiele in San Juan, Puerto Rico | 13. Juli 1979 |

## Ergebnis
9. August 2019, 17:35 Uhr
| Platz | Athletin            | Land               | Zeit (min) |
| ----- | ------------------- | ------------------ | ---------- |
|       | Nikki Hiltz         | Vereinigte Staaten | 4:07,14    |
|       | Aisha Praught-Leer  | Jamaika            | 4:08,26    |
|       | Alexa Efraimson     | Vereinigte Staaten | 4:08,63    |
| 4     | Laura Galván        | Mexiko             | 4:10,53 PB |
| 5     | María Pía Fernández | Uruguay            | 4:10,93 PB |
| 6     | Muriel Coneo        | Kolumbien          | 4:11,97 SB |
| 7     | Rose Mary Almanza   | Kuba               | 4:14,81 SB |
| 8     | July da Silva       | Brasilien          | 4:19,25    |
| 9     | Alma Cortes         | Mexiko             | 4:22,29    |
| 10    | Mariana Borelli     | Argentinien        | 4:22,50    |
| 11    | Angelín Figueroa    | Puerto Rico        | 4:25,28    |